# Route d'Occitanie 2021

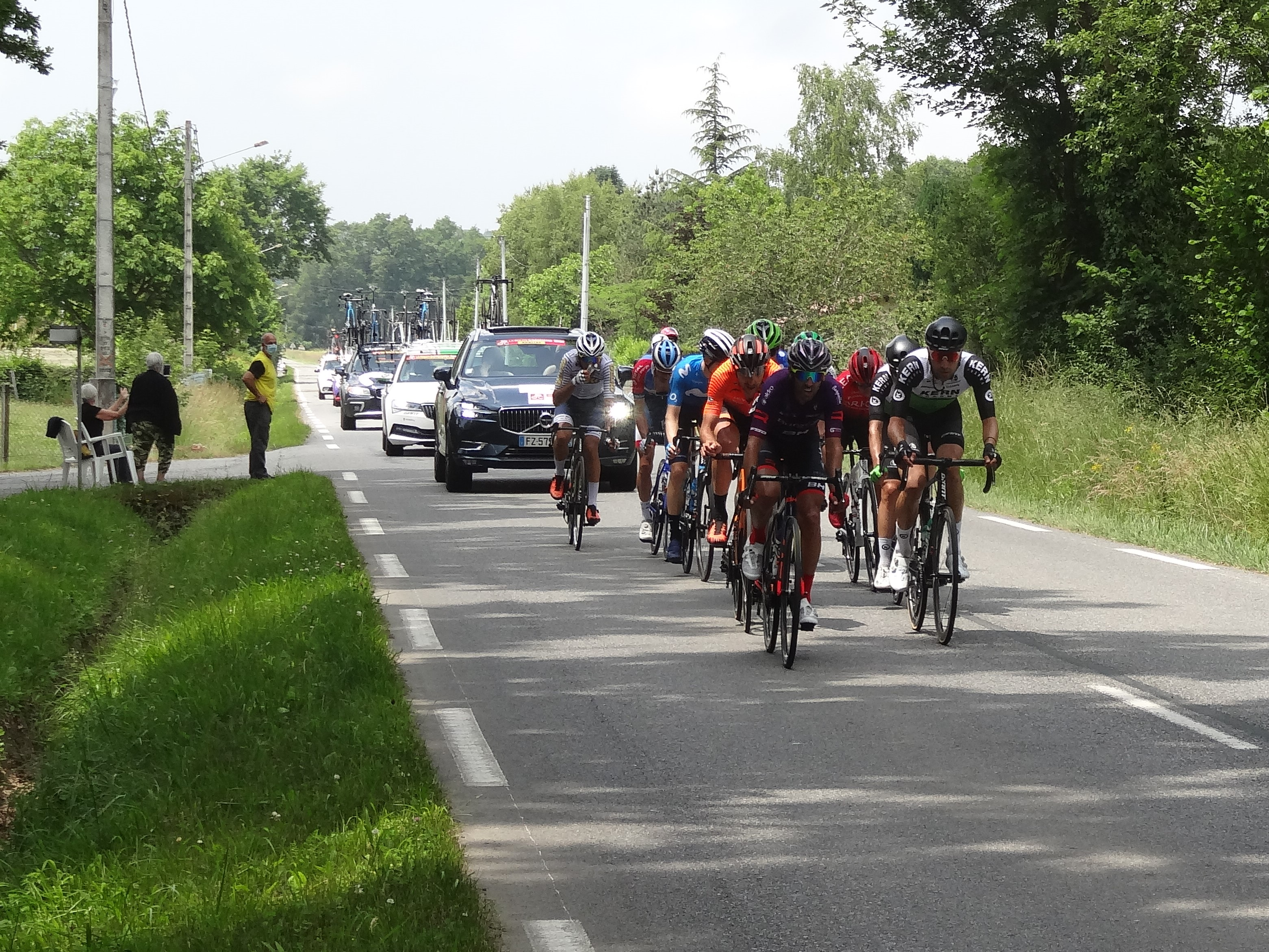
Un momento della corsa

La Route d'Occitanie 2021, quarantacinquesima edizione della corsa, valevole come prova dell'UCI Europe Tour 2021 categoria 2.1, si svolse in 4 tappe dal 10 al 13 giugno 2021 su un percorso di 698,2 km, con partenza da Cazouls-lès-Béziers e arrivo al Castello di Peyrepertuse. La vittoria fu appannaggio dello spagnolo Antonio Pedrero, che completò il percorso in 18h07'16", alla media di 38,179 km/h, precedendo i connazionali Jesús Herrada ed Óscar Rodríguez.
Sul traguardo del Castello di Peyrepertuse 112 ciclisti, su 135 partiti da Cazouls-lès-Béziers, portarono a termine la competizione.

## Tappe
| Tappa  | Data      | Percorso                                          | km    | Vincitore di tappa  | Leader cl. generale |
| ------ | --------- | ------------------------------------------------- | ----- | ------------------- | ------------------- |
| 1ª     | 10 giugno | Cazouls-lès-Béziers > Lacaune                     | 156,5 | Andrea Vendrame     | Andrea Vendrame     |
| 2ª     | 11 giugno | Villefranche-de-Rouergue > Auch                   | 198,7 | Arnaud Démare       | Andrea Vendrame     |
| 3ª     | 12 giugno | Pierrefitte-Nestalas > Le Mourtis                 | 191,8 | Antonio Pedrero     | Antonio Pedrero     |
| 4ª     | 13 giugno | Lavelanet-Pays d'Olmes > Castello di Peyrepertuse | 151,2 | Magnus Cort Nielsen | Antonio Pedrero     |
| Totale | Totale    | Totale                                            | 698,2 |                     |                     |

## Squadre e corridori partecipanti
| N.    | Cod. | Squadra              |
| ----- | ---- | -------------------- |
| 1-7   | IGD  | Ineos Grenadiers     |
| 11-17 | TDE  | Total Direct Énergie |
| 21-27 | AST  | Astana-Premier Tech  |
| 31-37 | GCF  | Groupama-FDJ         |
| 41-47 | TFS  | Trek-Segafredo       |
| 51-57 | ARK  | Team Arkéa-Samsic    |
| 61-67 | BBK  | B&B Hotels           |
| 71-77 | COF  | Cofidis              |
| 81-87 | ACT  | AG2R Citroën Team    |
| 91-97 | MOV  | Movistar Team        |

| N.      | Cod. | Squadra                         |
| ------- | ---- | ------------------------------- |
| 101-107 | EKP  | Equipo Kern Pharma              |
| 111-117 | EFN  | EF Education-Nippo              |
| 121-127 | BAI  | Bike Aid                        |
| 131-137 | CJR  | Caja Rural-Seguros RGA          |
| 141-147 | XRL  | Xelliss-Roubaix Lille Métropole |
| 151-157 | EUS  | Euskaltel-Euskadi               |
| 161-167 | DEL  | Delko                           |
| 171-177 | AUB  | St Michel-Auber 93              |
| 181-187 | BBH  | Burgos-BH                       |
| 191-197 | FRA  | Francia                         |

## Dettagli delle tappe

### 1ª tappa
- 10 giugno: Cazouls-lès-Béziers > Lacaune – 156,5 km

| Pos. | Corridore           | Squadra | Tempo    |
| ---- | ------------------- | ------- | -------- |
| 1    | Andrea Vendrame     | AG2R    | 3h59'41" |
| 2    | Magnus Cort Nielsen | EF      | a 4"     |
| 3    | Jacopo Mosca        | Trek    | s.t.     |

| Pos. | Corridore           | Squadra | Tempo    |
| ---- | ------------------- | ------- | -------- |
| 1    | Andrea Vendrame     | AG2R    | 3h59'41" |
| 2    | Magnus Cort Nielsen | EF      | a 4"     |
| 3    | Jacopo Mosca        | Trek    | s.t.     |

### 2ª tappa
- 11 giugno: Villefranche-de-Rouergue > Auch – 198,7 km

| Pos. | Corridore     | Squadra    | Tempo    |
| ---- | ------------- | ---------- | -------- |
| 1    | Arnaud Démare | Groupama   | 5h01'31" |
| 2    | Orluis Aular  | Caja Rural | s.t.     |
| 3    | Jacopo Mosca  | Trek       | s.t.     |

| Pos. | Corridore           | Squadra | Tempo    |
| ---- | ------------------- | ------- | -------- |
| 1    | Andrea Vendrame     | AG2R    | 9h01'02" |
| 2    | Jacopo Mosca        | Trek    | a 6"     |
| 3    | Magnus Cort Nielsen | EF      | a 8"     |

### 3ª tappa
- 12 giugno: Pierrefitte-Nestalas > Le Mourtis – 191,8 km

| Pos. | Corridore       | Squadra  | Tempo    |
| ---- | --------------- | -------- | -------- |
| 1    | Antonio Pedrero | Movistar | 5h22'05" |
| 2    | Jesús Herrada   | Cofidis  | a 40"    |
| 3    | Óscar Rodríguez | Astana   | a 43"    |

| Pos. | Corridore       | Squadra  | Tempo     |
| ---- | --------------- | -------- | --------- |
| 1    | Antonio Pedrero | Movistar | 14h23'11" |
| 2    | Jesús Herrada   | Cofidis  | a 44"     |
| 3    | Óscar Rodríguez | Astana   | a 49"     |

### 4ª tappa
- 13 giugno: Lavelanet-Pays d'Olmes > Castello di Peyrepertuse – 151,2 km

| Pos. | Corridore           | Squadra | Tempo    |
| ---- | ------------------- | ------- | -------- |
| 1    | Magnus Cort Nielsen | EF      | 3h42'53" |
| 2    | Gianluca Brambilla  | Trek    | a 18"    |
| 3    | Tony Gallopin       | AG2R    | a 34"    |

| Pos. | Corridore       | Squadra  | Tempo     |
| ---- | --------------- | -------- | --------- |
| 1    | Antonio Pedrero | Movistar | 18h07'15" |
| 2    | Jesús Herrada   | Cofidis  | a 25"     |
| 3    | Óscar Rodríguez | Astana   | a 34"     |

## Evoluzione delle classifiche
| Tappa              | Vincitore           | Classifica generale Maglia arancione | Classifica a punti Maglia verde | Classifica scalatori Maglia blu | Classifica giovani Maglia bianca | Classifica a squadre |
| ------------------ | ------------------- | ------------------------------------ | ------------------------------- | ------------------------------- | -------------------------------- | -------------------- |
| 1ª                 | Andrea Vendrame     | Andrea Vendrame                      | Andrea Vendrame                 | Álvaro Cuadros                  | Jon Agirre                       | AG2R Citroën Team    |
| 2ª                 | Arnaud Démare       | Andrea Vendrame                      | Jacopo Mosca                    | Álvaro Cuadros                  | Jon Agirre                       | AG2R Citroën Team    |
| 3ª                 | Antonio Pedrero     | Antonio Pedrero                      | Jacopo Mosca                    | Álvaro Cuadros                  | Simon Carr                       | Astana-Premier Tech  |
| 4ª                 | Magnus Cort Nielsen | Antonio Pedrero                      | Andrea Vendrame                 | Álvaro Cuadros                  | Simon Carr                       | Astana-Premier Tech  |
| Classifiche finali | Classifiche finali  | Antonio Pedrero                      | Andrea Vendrame                 | Álvaro Cuadros                  | Simon Carr                       | Astana-Premier Tech  |

Maglie indossate da altri ciclisti in caso di due o più maglie vinte
- Nella 2ª tappa Magnus Cort Nielsen ha indossato la maglia verde al posto di Andrea Vendrame.

## Classifiche finali

### Classifica generale - Maglia arancione
| Pos. | Corridore          | Squadra    | Tempo     |
| ---- | ------------------ | ---------- | --------- |
| 1    | Antonio Pedrero    | Movistar   | 18h07'16" |
| 2    | Jesús Herrada      | Cofidis    | a 25"     |
| 3    | Óscar Rodríguez    | Astana     | a 34"     |
| 4    | Cristian Rodríguez | Total      | a 43"     |
| 5    | Giulio Ciccone     | Trek       | a 58"     |
| 6    | Élie Gesbert       | Arkéa      | a 1'28"   |
| 7    | Julen Amezqueta    | Caja Rural | a 1'29"   |
| 8    | Merhawi Kudus      | Astana     | a 1'30"   |
| 9    | Simon Carr         | EF         | a 1'31"   |
| 10   | Mikel Bizkarra     | Euskaltel  | a 1'44"   |

### Classifica a punti - Maglia verde
| Pos. | Corridore           | Squadra  | Punti |
| ---- | ------------------- | -------- | ----- |
| 1    | Andrea Vendrame     | AG2R     | 34    |
| 2    | Magnus Cort Nielsen | EF       | 32    |
| 3    | Jesús Herrada       | Cofidis  | 32    |
| 4    | Jacopo Mosca        | Trek     | 30    |
| 5    | Arnaud Démare       | Groupama | 20    |

### Classifica scalatori - Maglia blu
| Pos. | Corridore          | Squadra    | Punti |
| ---- | ------------------ | ---------- | ----- |
| 1    | Álvaro Cuadros     | Caja Rural | 40    |
| 2    | Tony Gallopin      | AG2R       | 16    |
| 3    | Daniel Navarro     | Burgos-BH  | 16    |
| 4    | Gianluca Brambilla | Trek       | 14    |
| 5    | Mikel Iturria      | Euskaltel  | 10    |

### Classifica giovani - Maglia bianca
| Pos. | Corridore        | Squadra   | Punti     |
| ---- | ---------------- | --------- | --------- |
| 1    | Simon Carr       | EF        | 18h08'47" |
| 2    | José Félix Parra | Kern      | a 45"     |
| 3    | Joan Bou         | Euskaltel | a 54"     |
| 4    | Clément Berthet  | Delko     | a 1'06"   |
| 5    | Roger Adrià      | Kern      | a 1'46"   |

### Classifica a squadre
| Pos. | Squadra             | Tempo     |
| ---- | ------------------- | --------- |
| 1    | Astana-Premier Tech | 54h30'44" |
| 2    | Equipo Kern Pharma  | a 39"     |
| 3    | Trek-Segafredo      | a 1'54"   |
| 4    | Euskaltel-Euskadi   | a 7'09"   |
| 5    | Team Arkéa-Samsic   | a 12'01"  |